# Euaresta jonesi
Euaresta jonesi es una especie de insecto del género Euaresta de la familia Tephritidae del orden Diptera.

## Historia
Curran la describió científicamente por primera vez en el año 1932.